# Henrique de Oliveira Constantino
Henrique de Oliveira Constantino (ur. 24 stycznia 1939, zm. 27 grudnia 1995 w Lizbonie) – portugalski ekonomista i menedżer, w 1995 minister.

## Życiorys
Z wykształcenia ekonomista, absolwent instytutu ISCEF na Universidade Técnica de Lisboa. Pracował w różnych przedsiębiorstwach, obejmując stanowiska menedżerskie i dyrektorskie. W pierwszej połowie lat 70. był zastępcą dyrektora generalnego w Companhia União de Cervejas de Angola. Później związany z przedsiębiorstwami pocztowymi i telekomunikacyjnymi w Portugalii – CTT Correios de Portugal oraz TLP. Był też dyrektorem firmy Companhia Nacional de Navegação i prezesem kompanii Companhia Portuguesa Rádio Marconi. W 1985 pełnił funkcję sekretarza stanu w ministerstwie do spraw morskich, odpowiadał za marynarkę handlową.
28 października 1995 objął stanowisko ministra do spraw zaopatrzenia społecznego w rządzie Antónia Guterresa. Z powodu choroby 27 grudnia 1995 został zastąpiony na funkcji ministra przez Francisca Murteirę Nabo. Henrique de Oliveira Constantino zmarł tego samego dnia.